# Blechnum schottii
Blechnum schottii là một loài thực vật có mạch trong họ Blechnaceae. Loài này được C. Chr. mô tả khoa học đầu tiên.